# Selpin
Selpin är en kommun och ort i Landkreis Rostock i förbundslandet Mecklenburg-Vorpommern i Tyskland.
Kommunen ingår i kommunalförbundet Amt Tessin tillsammans med kommunerna Cammin, Gnewitz, Grammow, Nustrow, Stubbendorf, Tessin, Thelkow och Zarnewanz.